# Georgij Beregovoj
Georgij Timofeevič Beregovoj (in russo Георгий Тимофеевич Береговой?; Fëdorovka, 15 aprile 1921 – Mosca, 30 giugno 1995) è stato un cosmonauta e aviatore sovietico.

## Biografia
Terminata la scuola dell'obbligo, iniziò a lavorare presso una fucina di lavorazione del ferro. Successivamente si arruolò volontario presso l'Armata Rossa dove venne istruito quale pilota militare presso l'apposito centro di addestramento di Luhans'k. Durante la Seconda guerra mondiale ha volato in 185 missioni di combattimento aereo e nel 1944 venne decorato con il titolo di Eroe dell'Unione Sovietica.
Dopo la guerra Beregovoj divenne pilota collaudatore per successivamente studiare fino al 1956 presso l'Accademia delle forze dell'aeronautica militare sovietica.
A partire dal 1964 iniziò il suo addestramento specifico da cosmonauta per missioni nello spazio. Nel 1965 avrebbe dovuto prendere parte alla missione Voschod 3, che fu però cancellata. Fu poi selezionato per la missione Sojuz 3, la prima missione con equipaggio umano dopo l'incidente della Sojuz 1. Il profilo della missione prevedeva l'aggancio con la Sojuz 2, in volo automatico. La missione Sojuz 3 cominciò il 26 ottobre 1968, avvicinandosi per due volte alla Sojuz 2, ma fallendo l'aggancio. Dopo quasi 4 giorni di volo, rientrò a terra il 30 ottobre.
Il 22 gennaio 1969 sopravvisse al tentato omicidio dell'allora primo segretario dell'PCUS Leonid Brežnev promosso dall'ufficiale dell'Armata Rossa Viktor Il'in che erroneamente sparò sull'autovettura che stava trasportando i cosmonauti Beregovoj, Leonov, Nikolaev e Tereškova. Tutti furono illesi, ma l'autovettura di Brežnev oltrepassò il palco dove questi e l'equipaggio della Sojuz 4 e 5 attendevano invano il ricevimento da parte del leader sovietico. Successivamente venne nominato a far parte del Centro di addestramento cosmonauti Jurij Gagarin, dove nel 1972 venne promosso nella posizione di direttore di questo centro.
Ritirato dal lavoro, Beregovoj divenne membro del Parlamento Sovietico rappresentante della sua regione nativa, il Donbass.
In tale posizione assunse particolarmente di impegnarsi all'aiuto per il reinserimento di giovani criminali nella società sovietica. Beregovoj è deceduto nel 1995. Le sue ceneri riposano presso il cimitero Novodevičij di Mosca.